# Юсеф Рабех
Юсеф Рабех е марокански футболист, роден на 13 април 1985 г. в Рабат. От 2011 г. се състезава за мароканския футболен отбор Уидад Казабланка, заемайки поста централен защитник.

## Кариера
Кариерата на Юсеф Рабех започва в младежките отбори на ФУС де Рабат. През 2003 г. преминава в мъжкия състав на родния си клуб. След два сезона той подписва едногодишен договор с отбора на Ал-Ахли от саудитския град Джида. През същата година с младежкия национален отбор на страната си достига до полуфинал на Световното първенство за младежи до 20 години.
През 2006 г. се завръща във ФУС, където играе шест месеца, преди да премине в по-големия местен отбор на ФАР Рабат. За година и половина в новия си отбор играе финал в турнира за купата на африканските конфедерации и завършва на второ място в местното първенство.
На 29 юли 2007 г. подписва с отбора на ПФК Левски (София) за четири години за сумата от €750 000.
След серия от скандали напуска ПФК Левски (София) през февруари 2010 г., след което за кратък период преминава през отборите на Анжи и Могреб Тетуан. През 2011 г. се присъединява към редиците на мароканския футболен отбор Уидад Казабланка.